# Премијер лига Босне и Херцеговине у фудбалу 2014/15.
Премијер лига Босне и Херцеговине у фудбалу 2014/15. која је због спонзорског уговора носила име БХ Телеком Премијер лига била је тринаеста сезона Премијер лиге Босне и Херцеговине у којој су играли клубови из оба ентитета у Босни и Херцеговини. У овој сезони се такмичи 16 клубова, од чега 4 из Републике Српске и 12 из Федерације БиХ.
Нови прволигаши у овој сезони су Дрина из Зворника, (Прва лига РС) и повратник у лигу Слобода из Тузле (Прва лига Федерације БиХ), уместо Рудара из Приједора и Леотара из Требиња који су на крају сезоне 2013/14. испали у Прву лигу Републике Српске.
Игра се двоструки лига систем (свако са сваким по две утакмице).
При одређивању коначног пласмана на табели гледа се прво број освојених бодова, па гол-разлика па број постигнутих голова. У случају да 2 тима имају исти број освојених поена а одлучује се о учесницима европских такмичења или о испадању из лиге, одлучује се на основу бодова, број освојених бодова између екипа са истим бројем бодова на табели, међусобна гол разлика, већи број постигнутих голова, већи број постигнутих голова у гостима па тек онда гол разлика.

## Састав Премијер лига Босне и Херцеговине у сезони 2014/15.
| Екипа         | Град                     | Стадион                      | Капацитет |
| ------------- | ------------------------ | ---------------------------- | --------- |
| Борац         | Бањалука                 | Градски стадион у Бањој Луци | 7,238     |
| Вележ         | Мостар                   | Стадион Врапчићи             | 5.294     |
| Витез         | Витез                    | Градски стадион Витез        | 3000      |
| Дрина         | Зворник                  | Градски стадион у Зворнику   | 3.020     |
| Жељезничар    | Сарајево                 | Стадион Грбавица             | 16.100    |
| Звијезда      | Градачац                 | Бања Илиџа                   | 5.000     |
| Зрињски       | Мостар                   | Стадион под Бијелим бријегом | 20.000    |
| Младост       | Велика Обарска, Бијељина | Градски Стадион              | 1.000     |
| Олимпик       | Сарајево                 | Стадион Грбавица             | 12.000    |
| Радник        | Бијељина                 | Градски стадион у Бијељини   | 6.000     |
| Сарајево      | Сарајево                 | Стадион Асим Ферхатовић Хасе | 38.600    |
| Славија       | Источно Сарајево         | Градски СРЦ Славија          | 6.000     |
| Слобода       | Тузла                    | Стадион Тушањ                | 8.444     |
| Травник       | Травник                  | Стадион Пирота               | 3,200     |
| Челик         | Зеница                   | Стадион Билино поље          | 15.295    |
| Широки Бријег | Широки Бријег            | Стадион Пецара               | 5.913     |

| Борац     | Вележ    | Витез    | Дрина            | Жељезничар | Звијезда | Зрињски | Младост        |
| --------- | -------- | -------- | ---------------- | ---------- | -------- | ------- | -------------- |
| Бања Лука | Мостар   | Витез    | Зворник          | Сарајево   | Градачац | Мостар  | Велика Обарска |
|           |          |          |                  |            |          |         |                |
|           |          |          |                  |            |          |         |                |
| Олимпик   | Радник   | Сарајево | Славија          | Слобода    | Травник  | Челик   | Широки Бријег  |
| Сарајево  | Бијељина | Сарајево | Источно Сарајево | Тузла      | Травник  | Зеница  | Широки Бријег  |
|           |          |          |                  |            |          |         |                |

## Табела и статистика
| #.  | Клуб          | ИГ | Д  | Н  | ИЗ | ГД | ГП | ГР  | Б  | МУ                      |
| --- | ------------- | -- | -- | -- | -- | -- | -- | --- | -- | ----------------------- |
| 01. | Сарајево      | 30 | 19 | 2  | 2  | 55 | 17 | +38 | 66 |                         |
| 02. | Жељезничар    | 30 | 18 | 9  | 3  | 52 | 22 | +30 | 63 |                         |
| 03. | Зрињски       | 30 | 16 | 11 | 3  | 41 | 13 | +28 | 59 |                         |
| 04. | Широки Бријег | 30 | 15 | 11 | 4  | 46 | 23 | +23 | 56 |                         |
| 05. | Борац         | 30 | 14 | 7  | 9  | 26 | 26 | 0   | 49 |                         |
| 6.  | Олимпик       | 30 | 13 | 7  | 10 | 41 | 34 | +7  | 46 |                         |
| 7.  | Челик         | 30 | 10 | 11 | 9  | 34 | 35 | -1  | 41 |                         |
| 8.  | Слобода       | 30 | 11 | 7  | 12 | 33 | 28 | +5  | 40 |                         |
| 9.  | Вележ         | 30 | 10 | 8  | 12 | 32 | 33 | -1  | 38 |                         |
| 10. | Радник        | 30 | 7  | 10 | 13 | 29 | 39 | -10 | 31 |                         |
| 11. | Травник       | 30 | 8  | 7  | 15 | 22 | 42 | -20 | 31 |                         |
| 12. | Славија       | 30 | 7  | 7  | 16 | 30 | 44 | -14 | 28 |                         |
| 13. | Дрина         | 30 | 6  | 9  | 15 | 26 | 40 | -11 | 27 |                         |
| 14. | Витез         | 30 | 7  | 5  | 18 | 21 | 43 | -22 | 26 | ВИТ-МЛА 2:0 МЛА-ВИТ 1:0 |
| 15. | Младост       | 30 | 6  | 8  | 16 | 18 | 44 | -26 | 26 | ВИТ-МЛА 2:0 МЛА-ВИТ 1:0 |
| 16. | Звијезда      | 30 | 5  | 10 | 15 | 30 | 53 | -23 | 25 |                         |

ИГ = Играо утакмица; Д = Добио; Н = Нерешио; ИЗ = Изгубио; ГД = Голова дао; ГП = Голова примио; ГР = Гол-разлика ; Б = Бодови; МУ = Међусобне утакмице
|  | УЕФА Лига шампиона 1. коло квалификација |
|  | УЕФА Лига Европе 2. коло квалификација   |
|  | УЕФА Лига Европе 1. коло квалификација   |
|  | Директно прелази у Другу лигу            |

| Првак Премијер лиге Босне и Херцеговине 2014/15. |
| ------------------------------------------------ |
| Сарајево 3. Титула                               |